# Vestingsbrigade Almers
De Vestingsbrigade Almers (Duits: Festungs-Brigade Almers) was een Duitse brigadestaf van de Wehrmacht tijdens de Tweede Wereldoorlog.

## Oprichting en krijgsgeschiedenis
De brigade werd opgericht in Italië aan het begin van april 1944. De staf was opgezet als Heerestruppe. Na de oprichting werd de brigade direct onder bevel gebracht van Armee-Abteilung von Zangen. De brigade werd gebruikt als staf voor de vestingbataljons die rond La Spezia en Elba werden ingezet (905e, 906e en 907e bij La Spezia, 902e, 908e op Elba). 
Op 8 april 1944 werd de staf omgedoopt tot 135e Vestingsbrigade. 

## Slagorde (april 1944)
- Festungs-Bataillon 902
- Festungs-Bataillon 905
- Festungs-Bataillon 906
- Festungs-Bataillon 907
- Festungs-Bataillon 908

## Bovenliggende bevelslagen
| Legerkorps     | Leger                      | Legergroep     | Plaats/regio | Begin      | Eind         |
| -------------- | -------------------------- | -------------- | ------------ | ---------- | ------------ |
| 75e Legerkorps | Armee-Abteilung von Zangen | Heeresgruppe C | Ligurië      | april 1944 | 8 april 1944 |

## Commandanten
| Rang   | Naam        | Begin      | Eind         |
| ------ | ----------- | ---------- | ------------ |
| Oberst | Kurt Almers | april 1944 | 8 april 1944 |

Vestingsbrigade Almers · Vestingsbrigade Belfort · Vestingsbrigade Korfoe · Vestingsbrigade Kreta · 1e Vestingsbrigade Kreta · 2e Vestingsbrigade Kreta · Vestingsbrigade Lofoten · Vestingsbrigade Sebastopol · 135e Vestingsbrigade · 939e Vestingsbrigade · 963e Vestingsbrigade · 964e Vestingsbrigade · 966e Vestingsbrigade · 967e Vestingsbrigade · 968e Vestingsbrigade · 969e Vestingsbrigade · 1017e Vestingsbrigade